# アイアイ傘
「アイアイ傘」（アイアイがさ）は、日本のヴォーカルユニット・テゴマスの3枚目のシングル。2008年6月18日にリリースされた。発売元はジャニーズ・エンタテイメント。

## 概要
初回生産限定盤と通常盤の2形態でリリースされた。初回生産限定盤・通常盤ともに3面6Pジャケットであるが、ジャケット写真は異なる。表題曲の「アイアイ傘」は、雨の日に傘の中で繰り広げられるストーリーを表現した恋愛バラード曲であり、テレビ東京系アニメ『ネオ アンジェリーク Abyss』のエンディングテーマに起用された。
発売日前日の6月17日には都内で発売記念ライブを行い、生バンドをバックに5曲を披露した。限定招待された約280人のファンには「テゴマス アイアイ傘」とロゴが入った傘が配布された。

## 収録曲

### CD
※「僕のシンデレラ」以降、通常盤のみ収録。
1. アイアイ傘
作詞：zopp、作曲：伊藤心太郎、編曲：h-wonder
  - テレビ東京系アニメ「ネオ アンジェリーク Abyss」エンディングテーマ
2. 僕らのうた
作詞：RYOKa、作曲：Shusui・Tommy Ekman、編曲：知野芳彦
3. もしも僕がポチだったら…
作詞：nami、作曲：木村篤史、編曲：林部直樹
4. 僕のシンデレラ
作詞：zopp、作曲：安部純、編曲：安部潤
5. アイアイ傘〈オリジナル・カラオケ〉

### DVD
※初回生産限定盤のみ付属
1. 「アイアイ傘」MUSIC CLIP & MAKING